# Маркези, Томмазо
Томмазо Маркези (итал. Tommaso Marchesi; 7 марта 1773, Лиссабон — 6 июня 1852, Болонья) — итальянский композитор, дирижёр, органист и музыкальный педагог. Брат Луиджи Маркези.
Сын трубача, работавшего в Португалии. Учился в Болонье у Станислао Маттеи, в 1793 г. был избран членом Болонской филармонической академии, в 1799, 1821 и 1828 гг. занимал пост её председателя. С 1795 г. клавесинист старейшего болонского оперного Театра Формальяри. В 1808 году организовал музыкальное общество Академия согласных (итал. Accademia dei Concordi), просуществовавшее менее трёх лет, но осуществившее в Болонье серию крупных концертов — прежде всего, с исполнением ораторий Йозефа Гайдна «Времена года» и «Сотворение мира»; Маркези выступал в большинстве этих концертов как дирижёр, в подготовке некоторых из них участвовал молодой Джоаккино Россини. В 1817—1823 гг. руководил другим болонским концертным обществом — так называемым Обществом Казино (итал. Società del Casino).
В композиторском наследии Маркези преобладает церковная музыка; сверх того, он написал клавирный концерт, симфонию для духовых инструментов и ряд других сочинений. Среди учеников Маркези были Джованни Пачини (посвятивший своему наставнику четырёхголосную мессу, 1844), Никола Мичи и другие.
Сын, Агостино Маркези, работал в Болонье как музыкальный журналист и импресарио; занимался, в частности, болонской постановкой «Трубадура» Джузеппе Верди в 1853 году.